# مسند إسحاق بن راهويه
مسند إسحاق بن راهويه هو كتاب مسند في الحديث النبوي، ومؤلفه هو إسحاق بن راهويه.

## نبذة عن الكتاب
- يعد الكتاب أصلًا من أصول الكتب الستة - سوى ابن ماجه وغيرها من كتب الحديث.
- أورد المؤلف الأحاديث تحت تراجم تحمل اسم الراوي ومن روى عنه إلى أبي هريرة، ثم يذكر تحتها الأحاديث التي وقعت له من هذه الطريق، وهكذا في كل ترجمة.
- اجتنب المؤلف تخريج الأحاديث من الطرق الواهية والموضوعة، واشتمل الكتاب على الصحيح والحسن والضعيف.
- بلغت أحاديث مسند أبي هريرة 543 حديثًا، وهي قليلة مقارنةً بما روى أبو هريرة، وأحاديث مسند عائشة - ا - 1272 حديثًا.

## شيوخ ابن راهويه في المطبوع في المسند
وعدد المرويات في طبعة دار التأصيل هو (2678) وعدد الشيوخ (131).
| التسلسل | الشيخ             | عدد مروياته |
| ------- | ----------------- | ----------- |
| 1       | النضر بن شميل     | 251         |
| 2       | جرير              | 238         |
| 3       | عبد الرزاق        | 224         |
| 4       | وكيع              | 208         |
| 5       | أبو معاوية الضرير | 142         |
| 6       | يحيى بن آدم       | 115         |
| 7       | ابن عيينة         | 109         |